# Nationalliga A (Handball) 1989/90
Die Spielzeit 1989/90 war die 41. reguläre Spielzeit der Schweizer Nationalliga A im Handball der Männer.

## Modus
Gespielt wurde von den 10 Teams eine Hauptrunde zu je 18 Spielen.
In der Finalrunde spielten anschliessend die erstklassierten 6 Mannschaften die Meisterrunde in einer Doppelrunde zu je 10 Spielen um den Schweizer Meistertitel, bei Punktgleichheit gab es Entscheidungsspiele (Hin-/Rückspiel). Auf diese Saison trat ein neuer Modus in Kraft, indem für die Meisterrunde die Hälfte der Punkte aus der Hauptrunde (aufgerundet, wenn nötig) übernommen wurde. Der Modus galt fünf Saisons bis zur Einführung der Playoffs 1994/95.
Die letztklassierten 4 Teams spielten in einer Abstiegsrunde eine Doppelrunde zu je 6 Spielen gegen den Abstieg.

## Hauptrunde
| Pl.                                             |  | Verein                   | Sp. | S  | U | N  | Tore      | Diff. | Punkte  |
| ----------------------------------------------- |  | ------------------------ | --- | -- | - | -- | --------- | ----- | ------- |
| 1.                                              |  | Grasshopper Club Zürich  | 18  | 16 | 0 | 2  | 0444:3470 | +97   | 032:40  |
| 2.                                              |  | ZMC Amicitia Zürich (M)  | 18  | 13 | 2 | 3  | 0405:3190 | +86   | 028:80  |
| 3.                                              |  | BSV Bern                 | 18  | 13 | 1 | 4  | 0388:3160 | +72   | 027:90  |
| 4.                                              |  | BSV Borba Luzern         | 18  | 11 | 5 | 2  | 0398:3430 | +55   | 027:90  |
| 5.                                              |  | Pfadi Winterthur         | 18  | 8  | 1 | 9  | 0336:3470 | −11   | 017:190 |
| 6.                                              |  | TSV St. Otmar St. Gallen | 18  | 7  | 1 | 10 | 0351:3430 | +8    | 015:210 |
| 7.                                              |  | Wacker Thun              | 18  | 6  | 2 | 10 | 0367:3770 | −10   | 014:220 |
| 8.                                              |  | TV Möhlin (N)            | 18  | 5  | 1 | 12 | 0293:3540 | −61   | 011:250 |
| 9.                                              |  | ATV Basel-Stadt          | 18  | 4  | 1 | 13 | 0344:3840 | −40   | 09:270  |
| 10.                                             |  | TV Unterstrass (N)       | 18  | 0  | 0 | 18 | 0249:4450 | −196  | 00:360  |
| Quelle: Thuner Tagblatt, Stand: 5. Februar 1990 |  |                          |     |    |   |    |           |       |         |

| Zum Hauptrundenende:    |                                        |
|                         |                                        |
|                         | Meisterrunde                           |
|                         | Abstiegsrunde                          |
| Zum Saisonende 1988/89: |                                        |
| (M)                     | Schweizer Meister: ZMC Amicitia Zürich |
| (N)                     | Aufsteiger: TV Unterstrass & TV Möhlin |

## Finalrunde

### Meisterrunde
| Rang               | Verein               | Spiele | Punkte | halbierte Punkte aus Hauptrunde |
| ------------------ | -------------------- | ------ | ------ | ------------------------------- |
| 1.                 | BSV Bern             | 10     | 32     | (14)                            |
| 2.                 | Grasshopper          | 10     | 32     | (16)                            |
| 3.                 | ZMC Amicitia (M)     | 10     | 28     | (14)                            |
| 4.                 | BSV Borba Luzern     | 10     | 20     | (14)                            |
| 5.                 | Pfadi Winterthur     | 10     | 13     | (09)                            |
| 6.                 | St. Otmar St. Gallen | 10     | 10     | (08)                            |
| Stand 14. Mai 1990 |                      |        |        |                                 |

| Zum Meisterundenende: |                    |
|                       |                    |
|                       | Entscheidungsspiel |
|                       | Saison beendet     |

#### Entscheidungsspiel
| Verein   | Gesamtergebnis | Verein       | Spiel 1 | Spiel 2 |
| -------- | -------------- | ------------ | ------- | ------- |
| BSV Bern | 45:49          | Grasshoppers | 21:26   | 24:23   |

### Abstiegsrunde
| Rang              | Verein          | Spiele | Punkte |
| ----------------- | --------------- | ------ | ------ |
| 1.                | Wacker Thun     | 6      | 15     |
| 2.                | ATV Basel-Stadt | 6      | 13     |
| 3.                | TV Möhlin       | 6      | 12     |
| 4.                | TV Unterstrass  | 6      | 02     |
| Stand 6. Mai 1990 |                 |        |        |

| Zum Abstiegsrundenende: |                                             |
|                         |                                             |
|                         | Qualifiziert für die NLA der Saison 1990/91 |
|                         | Abstieg in die NLB in der Saison 1990/91    |

## Schweizer Meister
20. Meistertitel für die Grasshoppers
| Schweizer Meister Grasshoppers | Feldspieler: Hürlimann, Kang Jae-won, Mall, Rellstab, Delhees, Gassmann, Kunz, Müller, Platzer, Gasser, Kessler, Tagliabue |